# Vert-le-Grand
 Vert-le-Grand  es una población y comuna francesa, en la región de Isla de Francia, departamento de Essonne, en el distrito de Évry y cantón de Mennecy.

## Demografía
| 801 | 828 | 1248 | 1282 | 1477 | 1911 |
| Para los censos de 1962 a 1999 la población legal corresponde a la población sin duplicidades (Fuente: INSEE [Consultar]) |     |      |      |      |      |